# Wilhelm Friedrich Philipp Pfeffer
Wilhelm Friedrich Philipp Pfeffer (9 de marzo de 1845, Grebenstein - 31 de enero de 1920, Leipzig) fue un botánico y fisiólogo vegetal.

## Carrera académica
Estudió botánica, física y farmacología en la Universidad de Gotinga con Friedrich Wöhler (1800-1882), William Eduard Weber (1804-1891), y Wilhelm Rudolph Fittig (1835-1910). Posteriormente amplió su formación en las Universidades de Marburg y en la de Berlín. En Berlín estudió con Alexander Braun (1805-1877), y fue asistente de Nathanael Pringsheim (1823-1894). Más tarde fue asistente de Julius von Sachs (1832-1897) en Würzburg, y en 1873, fue profesor de farmacología y botánica en la Universidad de Bonn. Posteriormente fue profesor en las Universidades de Basilea (desde 1877), Tübinga (desde 1878), donde fue director del Jardín Botánico de la Universidad de Tubinga, y en la de Leipzig (desde 1887), donde fue director del Jardín Botánico de la Universidad de Leipzig.

## Honores
En 1897, fue elegido como miembro de la Real Academia de las Ciencias de Suecia.

## Obra científica
Pfeffer fue pionero de la moderna fisiología vegetal. Sus intereses científicos incluyeron movimientos de termonastia y fotonastia de flores, la cinética de nictinastia de las hoja, física de protoplastos y de la fotosíntesis. En 1877, mientras investigaba el metabolismo vegetal, Pfeffer desarrolló una membrana semiporosa para estudiar el fenómeno de la ósmosis. El epónimo "célula de Pfeffer" nombra el aparato osmométrico que construyó para determinar la presión osmótica de una solución.
Durante su permanencia en Leipzig, Pfeffer publicó un artículo sobre el uso de la fotografía en el estudio del crecimiento vegetal. Quería extender los experimentos cronofotográficos de Étienne-Jules Marey (1830-1904) mediante la producción de un cortometraje sobre la participación de las etapas de crecimiento de las plantas. Ese "filme" se filmó durante un período de semanas por la exposición de marcos a intervalos regulares, espaciados. Más tarde, la fotografía time-lapse se convertiría en un procedimiento común.

## Estudiantes
Muchos estudiantes de William Pfeffer fueron más tarde botánicos de fama. Entre ellos se encontraban:
- Carl Correns (1864–1933)
- Friedrich Czapek (1868–1921)
- Georg Albrecht Klebs (1857–1918)
- Hans Kniep	(1881–1930)
- Ernst Küster (1874–1953)
- Kurt Noack (1888–1963)
- Árpád Páal	(1889–1943)
- Ernst Georg Pringsheim (1881–1970)
- Otto Renner (1883–1960)
- Otto Schmeil (1860–1943)
- Peter Stark (1888–1932)
- Otto Warburg (1859–1938)

|                                                                    |
| La célula de Pfeffer determina la presión osmótica de una solución |

| |
| La célula de Pfeffer se compone de un recipiente poroso de loza, con un precipitado de ferrocianida cúprica, conectado a un manómetro |

## Algunas publicaciones
- Physiologische Untersuchungen - 1873
- Lehrbuch der Pflanzenphysiologie (texto de Fisiología Vegetal)
- Die periodischen Bewegungen der Blattorgane, 176 pp. 1875
- Pflanzenphysiologie: Ein handbuch des stoffwechsels und kraftwechsels in der pflanze. Editor W. Engelmann, 857 pp. 1881
- Locomotorische richtungsbewegungen durch chemische reize. 1884
- Untersuchungen aus dem Botanischen Institut zu Tübingen. Editor W. Engelmann, 661 pp. 1886
- Beiträge zur Kenntniss der Oxydationsvorgänge in lebenden Zellen - 1889
- Über Aufnahme und Ausgabe ungelöster Körper, 2 pp. 1890
- Studien zur Energetik der Pflanze - 1892
- Druck- und Arbeitsleistung durch wachsende Pflanzen - 1893
- The modern theory of solution. Volumen 4 de Harper's scientific memoirs. Con Jacobus Henricus Hoff, François Marie Raoult, Svante Arrhenius. Editor Harry Clary Jones. 133 pp. 1899
- The physiology of plants: a treatise upon the metabolism and sources of energy in plants. Editor Alfred James Ewart (1872-) & Clarendon press, 1900
- Untersuchungen über die Entstehung der Schlafbewegungen der Blattorgane - 1907
- Die entstehung der schlafbewegungen bei pflanzen. 1908
- Der Einfluss von mechanischer Hemmung und von Belastung auf die Schlafbewegung - 1911
- Beiträge zur Kenntniss der Entstehung der Schlafbewegungen- 1915
- Osmotische Untersuchungen, unveränd. Aufl. - 1921

- La abreviatura «Pfeff.» se emplea para indicar a Wilhelm Friedrich Philipp Pfeffer como autoridad en la descripción y clasificación científica de los vegetales.[5]